# DorogaTV
«DorogaTV» — веб-сайт и мобильное приложение для автолюбителей и пассажиров городского транспорта, созданные с целью повышения скорости и удобства передвижения по городу. Сервис включает изображения и видеозаписи с дорожных веб-камер, карту пробок, мониторинг общественного транспорта, прокладку маршрута на общественном транспорте. Сервис работает для жителей Нижнего Новгорода, Казани, Москвы, Санкт-Петербурга, Тамбова Калининграда и других городов.

## История
DorogaTV была создана в 2006 году аспирантами Нижегородского Государственного Университета им. Н. И. Лобачевского в стенах Нижегородского инновационного бизнес-Инкубатора. За 4 года развития проект превратился в популярный сервис с более чем 150 000 пользователей. Сейчас над развитием проекта работает команда разработчиков, заключены соглашения с крупнейшими поставщиками данных для построения карты пробок и создана собственная инфраструктура видеокамер.
2 октября 2009 года торговая марка DorogaTV была официально зарегистрирована в Государственном реестре товарных знаков и знаков обслуживания РФ.

## Сервисы

### Пробки
Сервис «Карта пробок» работает на основе данных систем спутникового мониторинга транспорта GPS и ГЛОНАСС. Отрезок дороги приобретает тот или иной цвет в зависимости от скорости движения. Зелёный цвет — на дороге свободно, жёлтый — движение с затруднениями, красный — очень медленное движение или пробка.

### Веб-камеры
- Трансляция изображений с собственной сети камер в Нижнем Новгороде и партнерских — в других городах.
- Видеозаписи — пользователь может запросить видео с одной из камер, производящих запись, на бесплатной основе (Нижний Новгород).

### Транспорт
- Транспорт on-line — отображение местонахождения транспорта на карте города в режиме реального времени на основе данных GPS и ГЛОНАСС. Прогноз прибытия на остановку. Схемы движения автобусов, маршрутных такси, троллейбусов, трамваев, метро.
- Прокладка маршрута — построение маршрутов движения из точки А в точку B на общественном транспорте с указанием времени в пути с учетом пробок.
- Расписание автобусов — расписание отправления автобусов с конечных пунктов (Нижний Новгород).
- СМС-прогноз — возможность получить прогноз прибытия транспорта в виде СМС-сообщения (Нижний Новгород, Казань).

### Справочник
Рубрикатор компаний с указанием расположения на карте города с возможностью поиска.

## Мобильное приложение
Разработано бесплатное мобильное приложение для телефонов работающих на следующих платформах: Android, Apple iOS, Java, Windows Mobile.

## Телевизионная программа «DorogaTV»
Транслируется в Нижнем Новгороде, на базе регионального ТВ-канала «Волга». DorogaTV позволяет транслировать изображения с видеокамер и фрагменты карты с участками пробок на экраны телевизоров. Программа выходит несколько раз в день.

## Награды
- Лучший инновационный проект в малом бизнесе 2008 — награда журнала «Деловой Квартал»[11]
- Инвестиционный проект года 2009 — Награда правительства Нижегородской области[12]
- Премия «Сосновая ветвь» в номинации «Чистая идея»[13]
- Победитель Russian Mobile VAS Awards’2009 в номинации «Инновационный сервис»[14]